# Elvis Araújo
Pour les articles homonymes, voir Araújo (homonymie).
Elvis Alejandro Araújo (né le 15 juillet 1991 à Maracaibo, Zulia, Venezuela) est un lanceur de relève gaucher des Phillies de Philadelphie de la Ligue majeure de baseball.

## Carrière
Elvis Araújo signe son premier contrat professionnel en 2007 avec les Indians de Cleveland, club pour qui il évolue en ligues mineures pendant 5 saisons, en 2008, puis de 2011 à 2014. Il rate les saisons 2009 et 2010 pour récupérer d'une opération de type Tommy John. Il est lanceur partant au cours de ses trois premières saisons en ligues mineures avant de passer en 2014 à l'enclos de relève. Le gaucher de 1,98 m est réputé pour avoir une balle rapide atteignant les 156 km/h, mais pour avoir par moments éprouvé des problèmes de contrôle sur ses lancers dans les ligues mineures.
Il atteint le niveau Double-A des mineures en 2014, alors qu'il évolue pour les Aeros d'Akron, un club-école des Indians de Cleveland. Son contrat ayant expiré, il évolue pour les Águilas del Zulia en Ligue d'hiver du Venezuela lorsqu'il est mis sous contrat par les Phillies de Philadelphie de la Ligue majeure de baseball en novembre 2014. Assigné au club-école Double-A à Reading au printemps 2015, il est rapidement rappelé des mineures et fait ses débuts dans le baseball majeur comme lanceur de relève des Phillies le 5 mai 2015 face aux Braves d'Atlanta.